# Preone (fisica)
I preoni sono delle particelle ipotetiche che si suppone siano privi di dimensioni e che costituiscano i quark e i leptoni. 
Il termine, ed il collegato modello, furono proposti dai fisici Jogesh Pati e Abdus Salam nel 1974. Il momento di massimo interesse per il modello a preoni si ebbe intorno al 1980 poi, con la formulazione della teoria sulle superstringhe, l'interesse andò scemando, come per altri modelli analoghi, anche a  causa della mancanza di conferme sperimentali nell'ambito degli esperimenti  di collisione tra particelle elementari.
Nei primi anni del XXI secolo la sfiducia subentrata nei confronti del modello a superstringhe, sempre a causa della mancanza di conferme sperimentali, ha portato ad un rinnovato interesse per modelli alternativi come quello dei preoni.